# Manuel López Iglesias
Manuel López Iglesias (Málaga, 6 de marzo de 1899 - Ciudad de México, 20 de diciembre de 1961) fue un militar español que participó en la guerra civil española.

## Biografía
Ingresó en la academia de infantería en 1916. Participó en la Guerra de Marruecos, donde fue oficial de Regulares marroquíes.
Con la proclamación de la Segunda República se acogió a la Ley Azaña y abandonó el Ejército con el rango de capitán de infantería.
Tras el comienzo de la Guerra Civil, López Iglesias se incorporó al Quinto Regimiento y pasó a mandar el Batallón de Milicias Gallegas, participando en la Defensa de Madrid. Posteriormente esta unidad se integraría en el 1.ª Brigada Mixta, que pasó a mandar en sustitución de Enrique Líster. A partir de abril de 1937 se convirtió en jefe de Estado Mayor de la 11.ª División, y a partir de abril de 1938, jefe de Estado Mayor del V Cuerpo de Ejército. Para entonces ya ostentaba el rango de coronel.
Hacia el final de la contienda cruzó los Pirineos y se exilió a Francia, trasladándose posteriormente a Cuba junto a otros exiliados. Allí se estableció en La Habana, donde realizó diversas labores de carácter cultural y político. Llegó a adquir la nacionalidad cubana, a pesar de lo cual se trasladó a México hacia 1950.
Falleció en Ciudad de México a finales de 1961.